# Fonds-Parisien
Fonds-Parisien este o comună din arondismentul Croix-des-Bouquets, departamentul Ouest, Haiti, cu o suprafață de 493,7 km2 și o populație de 18.256 locuitori (2009).